# هوانغ ليانغ تشي
هوانغ ليانغ تشي (بالصينية: 黃亮祺) مواليد 8 مارس 1992 في تاينان، هو لاعب كرة مضرب تايواني. أعلى تصنيف له في الفردي كان المركز الـ 172 في سنة 2014. أعلى تصنيف له في الزوجي كان المركز الـ 172 في سنة 2014.

## روابط خارجية
- هوانغ ليانغ تشي على موقع رابطة محترفي التنس (الإنجليزية)
- هوانغ ليانغ تشي على موقع الاتحاد الدولي لكرة المضرب (الإنجليزية)
- هوانغ ليانغ تشي على موقع كأس ديفيز (الإنجليزية)
- هوانغ ليانغ تشي على موقع خلاصة التنس.كوم (الإنجليزية)
- هوانغ ليانغ تشي على موقع أوليمبيديا (الإنجليزية)